# Trolleybus van Hastings

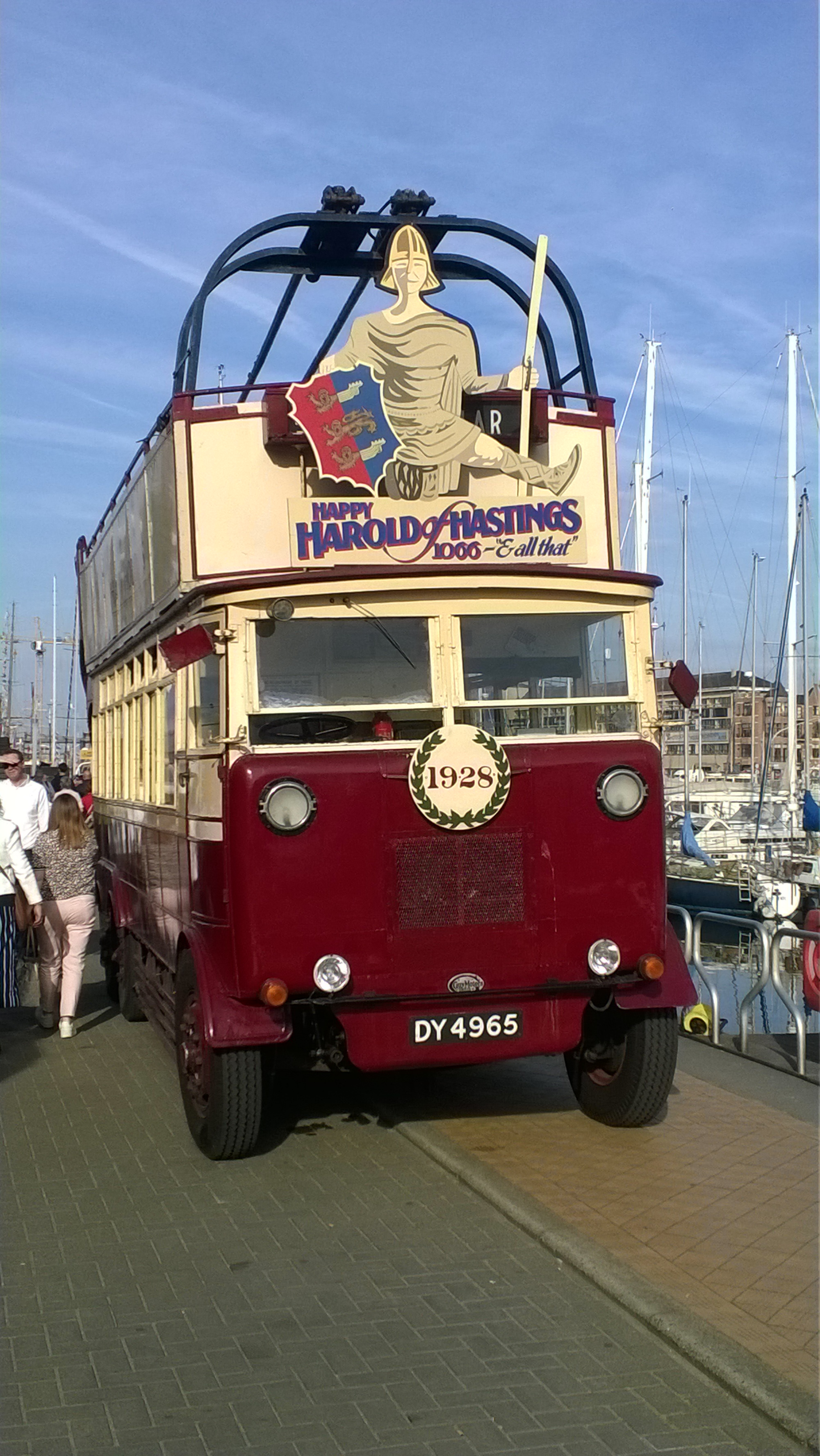
De uit 1928 daterende trolleybus 3 met open dak te gast op Oostende voor Anker 2018

De trolleybus van Hastings voorzag de Engelse stad Hastings, East Sussex, gedurende iets meer dan drie decennia van openbaar vervoer. De trolleybus verscheen op 1 april 1928 en kwam geleidelijk aan in de plaats van de tram van Hastings. De vervanging kostte ₤ 1383 per mijl maar leidde tot een hogere commerciële snelheid van 10 in plaats van 7,5 mijl per uur. Het tarief daalde daardoor van 13 naar 10 pence per mijl.
In verhouding tot de talrijke, inmiddels allemaal opgeheven trolleybusbedrijven van het Verenigd Koninkrijk, was dat van Hastings met een totaal van tien lijnen en een vloot van 58 voertuigen één van gemiddelde grootte. In mei 1929 bezat Hastings een trolleynet van 21 mijl wat op dat ogenblik het grootste was in de wereld. Het net werd relatief vroeg - op 31 mei 1959 - gesloten.
Maidstone & District Motor Services kocht de Hastings Tramway Company in november 1935 maar er kwam geen fusie tot in 1957. Na de overname veranderde de kleurstelling van bruin naar groen maar het logo van de Hastings Tramways bleef behouden tot in 1957. De stroomvoorziening veranderde in 1936 toen het tram-onderstation van Ore vervangen werd door stroomtoelevering vanuit de stad.
Vier van de voormalige trolleybussen van Hasting werden bewaard. Eén ervan bevindt zich in het trolleybusmuseum van Sandtoft, Lincolnshire, en een tweede in het East Anglia Transport Museum, Carlton Colville, Suffolk. De overige twee, waarvan één in 1959-1960 uitgerust werd met een dieselmotor, zijn eigendom van de Hastings Trolleybus Restoration Group, Bexhill-on-Sea, East Sussex. De oudste is de uit 1928 daterende dubbeldekstrolleybus nummer 3 met open dak, die in 1938 werd bewaard en in 1952 gerestaureerd om ritten tijdens de zomer te kunnen rijden.